# Игумницево
Игумницево — деревня в Междуреченском районе Вологодской области. Административный центр Ботановского сельского поселения и Ботановского сельсовета. Стоит близ впадения реки Коробовка в реку Белый Шингарь.
Расстояние до районного центра Шуйского по автодороге — 32 км. Ближайшие населённые пункты — Брунчаково, Одомцыно, Гаврилищево, Пазухино.
По переписи 2002 года население — 415 человек (211 мужчин, 204 женщины). Всё население — русские.